# Оздобник західний
Оздобник західний (Lophorina niedda) — вид горобцеподібних птахів родини дивоптахових (Paradisaeidae).

## Таксономія
Птах описаний в 1930 році Ернстом Майром як підвид оздобника зеленоволого. У 2018 році таксон був підвищений до статусу виду на основі відмінностей у забарвленні та особливостях поведінки під час залицяння (токування) самців.

## Поширення
Ендемік Нової Гвінеї. Поширений на півострові Доберай на заході острова.

## Спосіб життя
Птахи живуть або поодинці, або рідше тримаються парами. Харчуються насінням, комахами, дрібними плодами з дерев. Іноді здатні зловити дрібних жаб або ящірок.

## Розмноження
Самці полігамні — можуть спаровуватися з декількома самицями. Під час шлюбного періоду птахи збираються у невеликі зграї і самці починають заводити шлюбний танець, видаючи крики і залучаючи самицю. Під час танцю самець розправляє свої крила, бірюзове пір'я на грудях і перетворюється на чорну кулю з контрастним бірюзовим щитом на грудях і яскравими плямами від очей. Після танцю самиця оцінює самця і приймає своє рішення. Вчені припускають, що насправді самиця оцінює не стільки сам танець самця, скільки стан бірюзового пір'я. Саме за кольором оперення самиця визначає наскільки готовий самець до спаровування.
Самиці самостійно будують гнізда на деревах, висиджують яйця і займаються пташенятами. В одній кладці, зазвичай, одне або два яйця.

## Підвиди
Виділяють два підвиди:
- Lophorina niedda niedda — півострів Вадаммен;
- Lophorina niedda inopinata — півострів Доберай.